# CalyxOS
CalyxOS è un sistema operativo basato su Android per smartphone, dispositivi pieghevoli e tablet selezionati, che utilizza principalmente software libero e open source. È sviluppato dal Calyx Institute come parte della sua missione di "difendere la privacy, la sicurezza e l'accessibilità online".
CalyxOS mantiene il modello di sicurezza Android, utilizzando il sistema Verified Boot di Android che prevede la firma crittografica del sistema operativo ed eseguendo il sistema con il bootloader bloccato. CalyxOS include inoltre un programma di installazione che guida l'utente nel processo di sblocco e successivo blocco del bootloader.

## Storia
I rapporti annuali del Calyx Institute indicano che CalyxOS è stato presentato pubblicamente durante l’anno fiscale 2018-2019. Tra le fonti d'ispirazione vengono citati Tails e Qubes OS, mentre gli obiettivi dichiarati comprendevano l'essere "completamente open source", la rimozione dei sistemi di tracciamento proprietari di Google e l'inclusione di applicazioni come Tor, Signal e CalyxVPN per una maggiore privacy.
CalyxOS supporta alcuni modelli di Google Pixel, Motorola e Fairphone, offrendo inoltre un "supporto esteso" per alcuni modelli meno recenti di Google Pixel e SHIFT SHIFT6mq.
Intorno ad aprile 2022, CalyxOS ha annunciato il supporto per Fairphone 4, OnePlus 8T, 9 e 9 Pro. Tuttavia, a maggio 2022, CalyxOS ha annunciato il ritiro delle versioni per dispositivi Oneplus, poiché con i firmware più recenti non era più possibile bloccare nuovamente il bootloader.
Nel marzo 2024, CalyxOS ha aggiunto il supporto per Fairphone 5.

## Software
| Nome del Software | Funzionalità                                                    | Note |
| ----------------- | --------------------------------------------------------------- | --- |
| Aurora Store      | Alternativa al Google Play Store                                | Aurora Store utilizza lo stesso catalogo standard di applicazioni del Google Play Store e installa le app direttamente dai server di Google sul dispositivo. CalyxOS concede ad Aurora Store privilegi speciali che permettono l’installazione automatica degli aggiornamenti delle applicazioni.        |
| Chromium          | Browser FOSS                                                    | Il fork di Bromite, ha sostituito il browser mobile di DuckDuckGo come browser predefinito nel giugno 2022. |
| F-Droid Basic     | Repository di applicazioni FOSS per la piattaforma Android      | CalyxOS include una versione di F-Droid chiamata "F-Droid Basic", che consente di gestire in modo semplificato aggiornamenti, installazioni e disinstallazioni delle applicazioni senza richiedere privilegi elevati.                                                                                    |
| MicroG            | Implementazione FOSS dei proprietari Google Play Services       | Alcune applicazioni che dipendono dai Google Play Services potrebbero non funzionare correttamente con MicroG; l’utilizzo di MicroG è opzionale. |
| Organic Maps      | App di navigazione orientata alla privacy                       | Un’applicazione di navigazione focalizzata sulla privacy per guida, escursionismo e ciclismo. L’app utilizza i dati cartografici di OpenStreetMap e permette di scaricare le mappe sul dispositivo, così da poterle usare per la localizzazione e la navigazione anche senza una connessione a Internet. |
| Seedvault         | App per backup e ripristino protetti da crittografia su Android | Il Calyx Institute ha sponsorizzato lo sviluppo di SeedVault e, in un rapporto annuale, ha dichiarato di aver "reso disponibile SeedVault" durante l’anno fiscale 2019-2020. SeedVault è utilizzato anche da LineageOS.                                                                                  |
| Signal            | App per chiamate e messaggi crittografati                       | Applicazione open source per messaggistica e chiamate vocali focalizzata sulla privacy, preinstallata come app di messaggistica in CalyxOS. |

CalyxOS include MicroG, un'alternativa open source ai Google Mobile Services, includendo Mozilla Location Services come sostituto opzionale dei servizi di localizzazione forniti da Google, ma offre all'utente la possibilità di disabilitare microG e i suoi servizi di localizzazione.

## Accoglienza
Nell'ottobre 2020, Moritz Tremmel ha recensito CalyxOS. Un mese dopo, Tremmel ha spiegato perché preferiva CalyxOS a LineageOS. Un anno più tardi, nel settembre 2021, Tremmel ha approfondito le differenze di CalyxOS rispetto ad altre ROM, evidenziando come richiedesse meno "interventi tecnici". Rahul Nambiampurath, scrivendo per MakeUseOf nel marzo 2021, ha definito CalyxOS come "una delle migliori ROM Android per la privacy ... che offre il perfetto equilibrio tra comodità e privacy". Nell'agosto 2021, Android Authority ha scritto che CalyxOS "mette la privacy e la sicurezza nelle mani degli utenti comuni".
Nel 2022, il libro c't Sicher ins Netz: How to block out monitors and attackers, ha scritto: "CalyxOS è una delle ROM personalizzate più giovani, celebrerà il suo secondo compleanno solo nell'estate del 2022. Con un firewall Datura integrato, VPN e DNS Cloudflare, Calyx promette una maggiore sicurezza rispetto ad altri sistemi mobili." 
Nel 2023, CalyxOS è stato l'unico sistema operativo alternativo per telefoni raccomandato da Carey Parker nel libro Firewalls Don't Stop Dragons.